# The Graves (Massachusetts)
The Graves ist eine Insel im Boston Harbor. Sie liegt 11 mi (17,7 km) vom Bostoner Stadtzentrum entfernt auf dem Gebiet des Bundesstaats Massachusetts der Vereinigten Staaten. The Graves verfügt über eine Fläche von ca. 1,8 Acres (0,7 ha), wird von der Küstenwache der Vereinigten Staaten verwaltet und ist Teil der Boston Harbor Islands National Recreation Area. Auf der Insel befindet sich mit dem Graves Light der im Bereich des Hafens am weitesten vom Festland entfernt gelegene und mit 113 ft (34,4 m) zugleich der höchste Leuchtturm.

## Geographie

### Geologie
Die Insel besteht aus einer Felsformation aus Grundgestein, die bis zu 15 ft (4,6 m) aus dem Wasser aufragt.

### Flora und Fauna
The Graves beheimatet ausschließlich Wasserpflanzen. Die Tierwelt der Insel ist noch Gegenstand wissenschaftlicher Untersuchungen.

## Sehenswürdigkeiten
Neben dem Leuchtturm gibt es keine weiteren Sehenswürdigkeiten auf der Insel. Die Behörden raten von einer Annäherung an die Insel explizit ab.